# Hacks (Fernsehserie)
Hacks ist eine US-amerikanische Dramedy-Fernsehserie, die von Lucia Aniello, Paul W. Downs und Jen Statsky entwickelt wurde und am 13. Mai 2021 auf HBO Max Premiere hatte. Im Mittelpunkt der Serie steht die berufliche Beziehung zwischen einer jungen Comedy-Autorin (Hannah Einbinder) und einer legendären Stand-up-Komikerin (Jean Smart). Eine weitere Hauptrolle spielt Carl Clemons-Hopkins. Der Titel leitet sich ab von englisch hack und meinte ursprünglich „ein durchschnittliches Pferd“, heute ist es abwertender Slang für Autoren.
Die Serie wurde von den Kritikern gefeiert und erhielt viele Auszeichnungen, darunter drei Primetime Emmy Awards für Drehbuch, Regie und Hauptdarstellerin (Jean Smart) in einer Comedy-Serie für die erste Staffel. Smart und die Serie wurden außerdem in der TV-Comedy-Sparte bei den Golden Globe Awards 2022 ausgezeichnet. Die Serie erhielt 2021 zudem einen Peabody Award. Die Premiere der dritten Staffel fand am 2. Mai 2024 statt, eine vierte Staffel wurde kurz nach deren Finale bekannt gegeben.

## Handlung
Deborah Vance, eine legendäre Stand-up-Comedy-Diva aus Las Vegas, muss ihre in die Jahre gekommene Show neu erfinden, um ihren Vertrag mit dem Palmetto-Casino nicht zu verlieren. Ava ist eine junge Comedy-Autorin, die aufgrund eines unbedachten Tweets und ihres Rufs, egozentrisch und arrogant zu sein, keine Arbeit findet. Als Avas Manager sie zu Deborah als neue Chefautorin schickt, freunden sich die beiden langsam an. Ava drängt ihre neue Chefin, mehr Risiken einzugehen, und Deborah hilft Ava im Gegenzug, ihre persönlichen Probleme zu bewältigen.

## Hintergrund
Im Mai 2020 gab HBO Max bekannt, dass sie die Serie übernommen hatten und dass Jean Smart die Hauptrolle spielen würde. Weitere Besetzungen wurden im Februar 2021 bekannt gegeben. Wegen der COVID-19-Pandemie hielten die Schauspieler Drehbuchlesungen über Zoom ab, es gab keine Besetzungspartys während der Produktion, und die Stars Smart und Clemons-Hopkins trafen sich nicht einmal persönlich, bis Minuten vor Beginn der Dreharbeiten. Im Juni 2021 verlängerte HBO Max die Serie für eine zweite Staffel, und die Besetzung fügte Laurie Metcalf, Martha Kelly und Ming-Na Wen in wiederkehrenden Rollen und Margaret Cho als Gaststar hinzu.
Hacks feierte seine Premiere am 13. Mai 2021 mit der Veröffentlichung von zwei Episoden. Zwei weitere Episoden wurden jeweils wöchentlich bis zum 10. Juni 2021 für den Rest der 10-teiligen ersten Staffel veröffentlicht. Die zweite Staffel feierte ihre Premiere am 12. Mai 2022 mit der wöchentlichen Veröffentlichung von je zwei Episoden.
Am 1. April 2022 hatte Hacks Premiere auf Amazon Prime Video in Großbritannien. Die deutschsprachige Veröffentlichung fand am 15. September 2022 bei RTL+ statt.

## Besetzung und Synchronisation
Die deutsche Synchronisation entstand nach einem Dialogbuch von Michael Herrmann und der Dialogregie von Dana Linkiewicz im Auftrag der Hermes Synchron, Potsdam.
| Hauptfigur    | Darsteller           | Deutsche Sprecher     |
| ------------- | -------------------- | --------------------- |
| Deborah Vance | Jean Smart           | Katarina Tomaschewsky |
| Ava Daniels   | Hannah Einbinder     | Josephine Schmidt     |
| Marcus        | Carl Clemons-Hopkins | Peter Sura            |

| Nebenfigur             | Darsteller            | Auftritte     | Deutsche Sprecher        | Beschreibung                                 |
| ---------------------- | --------------------- | ------------- | ------------------------ | -------------------------------------------- |
| Josefina               | Rose Abdoo            | St. 1–2       | Carolina Vera            | Deborahs Hausmanagerin                       |
| Marty Ghilain          | Christopher McDonald  | St. 1–2       | Frank Röth               | CEO Palmetto Casinos                         |
| Jimmy LuSaque          | Paul W. Downs         | St. 1–2       | Dirk Stollberg           | Manager von Deborah & Ava                    |
| Damien                 | Mark Indelicato       | St. 1–2       | Christian Zeiger         | Deborahs persönlicher Assistent              |
| Kayla                  | Megan Stalter         | St. 1–2       | Rieke Werner             | Tochter von Jimmys Chef & seine Assistentin  |
| Kiki                   | Poppy Liu             | St. 1–2       | Giovanna Winterfeldt     | Deborahs private Blackjack-Croupière         |
| Deborah „DJ“ Vance Jr. | Kaitlin Olson         | St. 1–2       | Daniela Hoffmann         | Deborahs Tochter                             |
| Wilson                 | Johnny Sibilly        | St. 1–2       | Dirk Petrick             | ein Wasserinspektor                          |
| Robin                  | Angela Elayne Gibbs   | St. 1–2       | Arianne Borbach          | Marcus’ Mutter                               |
| Nina                   | Jane Adams            | St. 1–2       | Heide Domanowski         | Avas Mutter                                  |
| Ray                    | Joe Mande             | St. 1–2       |                          | Hotelangestellter im Palmetto                |
| Madam Mayor Pezzimenti | Lauren Weedman        | St. 1–2       | Ilka Teichmüller         | Bürgermeisterin von Las Vegas                |
| Ruby                   | Lorenza Izzo          | St. 1–2       | Lea Kalbhenn             | Avas Ex-Freundin                             |
| Miss Loretta           | Luenell               | St. 1–2       | Beate Gerlach            | Freundin von Robin                           |
| George                 | Jeff Ward             | Ep. 1.05      |                          | ein Mann, den Ava trifft                     |
| „Weed“                 | Laurie Metcalf        | Ep. 2.03–2.05 | Madeleine Stolze         | Deborahs Tourmanagerin                       |
| Wayne Newton           | Wayne Newton          | Ep. 2.01      | Axel Lutter              |                                              |
| Margaret Cho           | Margaret Cho          | Ep. 2.04      |                          |                                              |
| Janet Stone            | Ming-Na Wen           | St. 2         | Natascha Geisler         | Talentagentin und Jimmys Rivalin             |
| Susan                  | Harriet Sansom Harris | Ep. 2.05      | Kerstin Sanders-Dornseif | Bekannte von Deborah, Ex-Stand-up-Comedienne |
| Elaine Carter          | Susie Essman          | Ep. 2.07–2.08 | Peggy Sander             | Bekannte von Deborah, Regisseurin            |

## Episodenliste

### Staffel 1
| Nr. (ges.) | Nr. (St.) | Deutscher Titel              | Originaltitel    | Regie           | Drehbuch                                    | Premiere      |
| --- | --------- | ---------------------------- | ---------------- | --------------- | ------------------------------------------- | ------------- |
| 1 | 1         | Überschreitungen, immer      | There Is No Line | Lucia Aniello   | Lucia Aniello & Paul W. Downs & Jen Statsky | 13. Mai 2021  |
| Deborah Vance, eine legendäre Stand-up-Comedian, die dauerhaft im Palmetto-Casino in Las Vegas auftritt, erfährt, dass ihr Ex-Mann Frank – der sie vor Jahrzehnten für ihre jüngere Schwester verlassen hat – gestorben ist. Am Tag zuvor wurde Deborah von Marty, dem Geschäftsführer des Palmetto, darüber informiert, dass ihre prestigeträchtigen Wochenendtermine an neue Künstler vergeben werden, um ein jüngeres Publikum anzulocken. Verärgert ruft Deborah ihren Manager Jimmy an, der ihr vorschlägt, eine Autorin zu engagieren. Obwohl Deborah ablehnt und sagt, dass sie ihre eigenen Witze schreibt, bietet Jimmy den Job Ava Daniels an, einer jungen Drehbuchautorin aus Los Angeles, die kürzlich einen Fernsehvertrag verloren hat, nachdem sie einen anzüglichen Witz auf Twitter gemacht hatte. Ava fliegt nach Las Vegas, um sich mit Deborah zu treffen, die nichts von ihrer Ankunft weiß. Das Treffen wird schnell feindselig, die beiden Frauen tauschen bissige, aber komische Erwiderungen aus, bevor Ava abreist, weil sie von Deborahs arrogantem Verhalten genervt ist. Doch Deborah, die von Avas komödiantischem Talent beeindruckt ist, stellt sie ein. |           |                              |                  |                 |                                             |               |
| 1 | 2         | Bis auf's Äußerste           | Primm            | Lucia Aniello   | Paul W. Downs                               | 13. Mai 2021  |
| Als Deborah nichts von dem Material verwendet, das Ava für sie geschrieben hat, fällt Ava auf, dass es schwierig ist, in Deborahs „Stimme“ zu schreiben, ohne sie persönlich zu kennen. Deborah schlägt vor, dass die beiden eine Autoreise machen, auf der Ava erfährt, dass Deborah einen teuren Pfefferstreuer von einem Antiquitätenhändler besorgen will, der sie hasst; der Händler weigert sich, den Streuer zu verkaufen, es sei denn, Deborah entschuldigt sich dafür, dass sie ihn Jahre zuvor bei einer teuren Sammlung überboten hat, was sie nicht tun will. Auf dem Heimweg hat Deborahs Auto eine Reifenpanne; sie lässt sich von einem Freund mit einem Hubschrauber abholen und lässt Ava zurück. Ava bekommt den defekten Reifen ersetzt und kehrt in den Antiquitätenladen zurück, wo sie den Pfefferstreuer erwirbt, indem sie droht, einen der anderen Gegenstände im Laden des Händlers kaputt zu machen. Deborah ist angenehm überrascht, dass Ava in der Lage war, den Streuer zu beschaffen. Später beauftragt sie Ava mit der Digitalisierung ihres gesamten Archivs, das Deborahs Auftritte aus 40 Jahren umfasst. |           |                              |                  |                 |                                             |               |
| 1 | 3         | Gig ist eben Gig             | A Gig's a Gig    | Lucia Aniello   | Lucia Aniello                               | 20. Mai 2021  |
| Deborah Vance übernimmt einen lukrativen Werbeauftrag und lässt sich in einer Pizzeria mit einer flambierten Pizza ablichten. Die Inszenierung spielt augenzwinkernd auf den einstigen Hausbrand ihres Ex-Mannes an. Ava, die die geschmacklose Symbolik hinterfragt, äußert vorsichtig Kritik. Doch Deborahs Reaktion ist alles andere als diplomatisch: Sie führt Ava demonstrativ vor und macht ihr deutlich, wie wenig sie von Einmischung in kreative Entscheidungen hält. Diese Episode markiert einen Wendepunkt in der Beziehung der beiden Frauen. Während Ava sich zunächst bloßgestellt fühlt, stößt sie beim Katalogisieren von Deborahs Archivmaterial auf Aufnahmen aus deren frühen Karrierejahren. Dabei stolpert Ava über eine unveröffentlichte Aufnahme aus den 1970er Jahren, auf der Vance als Host in einer Late-Night Show auftrat. Ava lacht erstmals über Deborahs alte Clips, während Deborah von Ava unbemerkt im Hintergrund zuhört. Das entdeckte Videomaterial offenbart eine jüngere, ehrgeizige und zugleich verletzliche Deborah, die einst mit viel Idealismus auf der Bühne stand. Durch diesen Rückblick erkennt Ava erstmals die tiefere Schicht hinter Deborahs harter, oft zynischer Fassade. Die Komikerin, die sich nach außen unverwundbar gibt, erscheint nun in einem neuen Licht: als Frau, die nicht nur Höhen, sondern auch bittere Rückschläge erlebt hat. Die Folge endet mit einem stillen Moment der Annäherung, in dem Ava beginnt, echten Respekt für Deborah zu empfinden. |           |                              |                  |                 |                                             |               |
| 1 | 4         | Im Licht der Juwelen         | D'Jewelry        | Desiree Akhavan | Desiree Akhavan                             | 20. Mai 2021  |
| Nach einem Streit über DJs neue Schmucklinie weigert sich Deborah, ihre Tochter öffentlich zu unterstützen. Die Auseinandersetzung zwischen den beiden bringt langjährige Spannungen an die Oberfläche: Deborah betrachtet DJs Geschäftsmodell als unseriös, während DJ sich nach Anerkennung und Eigenständigkeit sehnt. Ava, die Zeugin des Streits wird, begleitet DJ spontan zu einer lokalen Schmuckmesse, wo sie die emotionalen Wunden zwischen Mutter und Tochter näher kennenlernt. Parallel dazu besucht Deborah die Kunstsammlung ihres Ex-Mannes, die sich in dessen Villa befindet. Die ausgestellten Werke hatte sie im Zuge der Scheidung verloren. Um sich symbolisch zurückzuholen, was ihr einst gehörte, lässt sie sich heimlich zwischen den Kunstwerken fotografieren – eine Mischung aus Trotz, Eitelkeit und dem Versuch, wieder öffentlich Relevanz zu erlangen. Während ihrer Zeit mit DJ erkennt Ava zunehmend Parallelen zu ihrer eigenen familiären Geschichte, insbesondere zu dem schwierigen Verhältnis zu ihrer Mutter. Die Dynamik zwischen Deborah und DJ öffnet Ava die Augen für tiefere Zusammenhänge, sowohl emotional als auch beruflich. Bei einer abendlichen Feier des Casino-CEOs Marty erhält Deborah schließlich interne Informationen, die sie nutzen möchte, um ihre angeschlagene Show-Karriere zu stabilisieren. Als Ava später erfährt, wie DJ tatsächlich ihr Geld verdient – durch den Verkauf fragwürdiger Wellness-Produkte – steht sie vor einem moralischen Dilemma. Schließlich entscheidet sie sich, Deborah über DJs fragwürdige Einnahmequellen zu informieren. |           |                              |                  |                 |                                             |               |
| 1 | 5         | Ausschweifungen, hier und da | Falling          | Paul W. Downs   | Andrew Law                                  | 27. Mai 2021  |
| Deborah gelingt es, mit Hilfe belastender Informationen über Marty, dem CEO des Palmetto-Casinos, ihre Showtermine zu sichern. Die Erpressung zeigt Wirkung, bringt jedoch moralische Spannungen innerhalb ihres Teams hervor. Ihr langjähriger Manager Marcus ist von dieser Vorgehensweise nicht begeistert. Die Kluft zwischen Loyalität und persönlicher Integrität führt zu einem offenen Streit, in dem sich Marcus erstmals deutlich gegen Deborahs Methoden positioniert. Währenddessen begegnet Ava im Hotel zufällig ehemaligen Kolleginnen aus ihrer Stand-up-Zeit in Los Angeles. Was zunächst wie ein freundschaftliches Wiedersehen wirkt, kippt schnell: Die Frauen werfen ihr vor, sich durch Beziehungen und Rücksichtslosigkeit nach oben gearbeitet zu haben. Die scharfen Vorwürfe treffen Ava unerwartet hart. Sie beginnt, ihr Verhalten zu hinterfragen und gerät in einen emotionalen Konflikt mit sich selbst zwischen beruflichem Ehrgeiz und dem Wunsch, ein integrer Mensch zu bleiben. In dieser aufgewühlten Verfassung fühlt sich Ava zunehmend verloren in der künstlichen Welt von Las Vegas. Ihre Isolation löst sich für einen Moment, als sie im Casino auf George trifft – einen charmanten Hotelgast, den sie flüchtig kennengelernt hatte. Zwischen den beiden entsteht rasch eine Verbindung, und Ava lässt sich auf eine intensive, durch Alkohol und Drogen befeuerte Nacht mit ihm ein. Die Erfahrung ist zugleich befreiend und verunsichernd – ein Rausch, der Ava glauben lässt, endlich einen Neuanfang wagen zu können. In diesem Zustand der Entschlossenheit schickt sie Deborah mitten in der Nacht eine impulsive ehrliche Nachricht. Was als Moment der Selbstbehauptung beginnt, wird zum Ausgangspunkt für eine Kette von Ereignissen, deren Tragweite Ava noch nicht absehen kann. Am nächsten Tag begeht George Selbstmord, was Ava schockiert und emotional erschüttert. Ava beschließt, den Job bei Deborah nicht aufzugeben. |           |                              |                  |                 |                                             |               |
| 1 | 6         | Moment mal                   | New Eyes         | Lucia Aniello   | Lucia Aniello & Paul W. Downs & Jen Statsky | 27. Mai 2021  |
| Deborah zieht sich für einen geplanten Eingriff in ein exklusives Spa zurück, wo sie sich die Augenlider straffen lassen möchte. Sie nimmt Ava mit, offiziell um gemeinsam neues Stand-up-Material zu entwickeln. In der abgeschirmten Atmosphäre des Luxushotels entsteht erstmals eine spürbare Nähe zwischen den beiden Frauen. Während Deborah sich von der Operation erholt, teilen sie persönliche Geschichten. Deborah gewährt Ava einen seltenen Einblick in die Tiefen ihrer Karriere und das beschädigte Image, das sie seit einem frühen Skandal verfolgt. Ava wiederum hilft ihr, das Geschehene aus einem anderen Blickwinkel zu betrachten, was den Beginn einer vorsichtigen emotionalen Verbindung markiert. Doch Ava verfolgt auch ein eigenes Ziel: Sie muss dringend an Deborahs Handy gelangen, um die wütende Nachricht zu löschen, die sie ihr einige Nächte zuvor geschickt hat. Ihr gesamtes Arbeitsverhältnis steht auf dem Spiel. Während Deborah nichtsahnend schläft, durchsucht Ava ihr Zimmer – mit wachsender innerer Unruhe. Inmitten ihrer Bemühungen erfährt Ava weitere Details über ein altes, öffentlich nie geklärtes Ereignis aus Deborahs Vergangenheit. Diese Enthüllungen lassen sie ihre Chefin mit anderen Augen sehen. Ava versucht, sie zu überzeugen, endlich offen über die damaligen Vorkommnisse zu sprechen, um ihr Image auf ehrliche Weise zu erneuern. Bevor es jedoch zu einer echten Aussprache kommt, verschlechtert sich Avas Gesundheitszustand dramatisch. Die körperliche und emotionale Belastung der letzten Tage fordert ihren Tribut, und sie bricht in der Klinik zusammen. |           |                              |                  |                 |                                             |               |
| 1 | 7         | Da ist mehr                  | Tunnel of Love   | Desiree Akhavan | Katherine Kearns                            | 3. Juni 2021  |
| Deborah kehrt nach ihrer Beauty-OP wieder in den Alltag zurück und konzentriert sich auf neue berufliche Möglichkeiten. Gleichzeitig spitzt sich ihr Privatleben weiter zu. Ihre Tochter DJ feiert ihren 35. Geburtstag, bei der sie bekannt gibt, ihren Freund Aidan heiraten zu wollen. Die Bekanntmachung, dass DJ ohne Ehevertrag heiraten möchte, führt zu einem weiteren Konflikt. Obwohl die Beziehung zwischen DJ und Deborah von Spannungen geprägt ist, will Deborah sich bemühen, wieder Nähe herzustellen. Ava, die zunehmend als Bindeglied zwischen den beiden Frauen fungiert, erkennt die tieferliegenden Verletzungen auf beiden Seiten und versucht vorsichtig zu vermitteln. Doch die mühsame Annäherung wird durch alte Muster und Missverständnisse erschwert. Im beruflichen Umfeld scheint sich für Deborah eine neue Richtung zu öffnen. Sie verfolgt gezielt ihre Absicht, Marty, den Casino-Chef und ihre frühere Affäre, zurückzugewinnen, sowohl privat als auch geschäftlich. Mit cleveren Manövern gelingt es ihr, wieder Zugang zu ihm zu finden. Zwischen beiden beginnt sich erneut eine Verbindung anzubahnen, die Deborah mit strategischer Wärme steuert. Ava beobachtet die Entwicklungen mit zunehmendem Staunen. Ihre Rolle in Deborahs Leben wandelt sich spürbar: Sie ist nicht mehr nur Autorin, sondern Vertraute, Beraterin und gelegentlich auch emotionale Stütze. Doch hinter Deborahs kontrollierter Fassade lauern nach wie vor Ängste vor Kontrollverlust und emotionaler Verletzlichkeit. Während sich beruflich vieles stabilisiert, bleibt das Verhältnis zwischen Deborah und DJ brüchig. Avas Versuch, die beiden einander näherzubringen, offenbart das tiefe Bedürfnis nach Versöhnung, aber auch die Widerstände, die über Jahrzehnte gewachsen sind. |           |                              |                  |                 |                                             |               |
| 1 | 8         | 1,69 Millionen               | 1.69 Million     | Paul W. Downs   | Pat Regan                                   | 3. Juni 2021  |
| Deborah übernachtet bei ihrem Ex-Partner Marty, doch am nächsten Morgen offenbart er ihr, dass er als CEO des Casinos ihre langjährige Show aus dem Programm nehmen wird. Diese Nachricht trifft sie schwer. Statt sich zurückzuziehen, entscheidet sich Deborah, den Vorschlag ihrer jungen Autorin Ava anzunehmen: Sie will ein neues Bühnenprogramm entwickeln, das ihre Karriere mit all ihren Höhen und Tiefen widerspiegelt. Für die Premiere dieser Jubiläumsshow bleiben jedoch nur zwei Wochen und die Zeit wird knapp. Als Testlauf tritt Deborah auf Avas Anregung hin in einem kleinen Club in Sacramento auf. Dort gelingt ihr ein intensiver und überraschend erfolgreicher Auftritt, der sie selbst wie ihr Team motiviert, den Neuanfang ernsthaft anzugehen. Zwischen den beiden Frauen entwickelt sich ein wachsendes Vertrauen, das auch durch Reibungen nicht erschüttert wird. Währenddessen kämpft Ava mit familiären Spannungen, die sie emotional belasten. Deborah nutzt die Proben, um mit Ava offen über ihre Vergangenheit, die strukturelle Diskriminierung und den alltäglichen Sexismus, denen sie als Frau in der Comedybranche begegnet ist. Als Deborah später in einem Club mitansehen muss, wie eine junge Frau von einem männlichen Gast belästigt wird, greift sie ein, nicht nur, um zu helfen, sondern auch als späte Reaktion auf das, was sie selbst früher erlebt hat. Die Episode markiert einen Wendepunkt: Deborah beginnt, sich aktiv mit ihrer Verantwortung als prominente Frau auseinanderzusetzen, während Ava begreift, wie schwer es ist, alte Strukturen zu verändern, selbst für eine Legende wie Deborah. |           |                              |                  |                 |                                             |               |
| 1 | 9         | Show, die letzte             | Interview        | Lucia Aniello   | Samantha Riley                              | 10. Juni 2021 |
| Deborah steckt mitten in der intensiven Vorbereitung für ihre Jubiläumsshow. Jeder Moment zählt, und sie verlangt von ihrem gesamten Team volle Konzentration. Ava hingegen führt ein doppeltes Spiel: Ohne Deborahs Wissen reist sie für ein Vorstellungsgespräch nach Los Angeles. Der Job wäre eine große Chance, doch im Gespräch wird klar, dass man sie nur wegen ihrer engen Verbindung zu Deborah eingeladen hat. Sie soll Einblicke in deren Leben liefern und Deborah verraten, was Ava nicht akzeptieren kann. Sie lehnt das Angebot ab, erkennt jedoch, dass sie durch ihr heimliches Vorgehen ihre Beziehung zu Deborah massiv gefährdet hat. Zurück in Las Vegas droht die Wahrheit ans Licht zu kommen. Marcus, Deborahs langjähriger Assistent, hat von Avas heimlichem Trip erfahren. Auch auf persönlicher Ebene gerät Ava ins Wanken: In L.A. wird sie mit alten, ungelösten familiären Konflikten konfrontiert, die sie emotional stark beschäftigen. |           |                              |                  |                 |                                             |               |
| 1 | 10        | Ich denke, sie wird          | I Think She Will | Lucia Aniello   | Ariel Karlin & Jen Statsky                  | 10. Juni 2021 |
| Deborah bereitet sich auf ihre große Abschiedsshow vor und zieht sich dabei zunehmend von ihrem Team zurück. Besonders Marcus fühlt sich übergangen und ausgeschlossen. Währenddessen erhält Ava beunruhigende Nachrichten aus ihrer Familie. Ihr Vater ist an einem Schlaganfall gestorben. Trotz der angespannten Situation reist Deborah unerwartet zur Trauerfeier nach Boston, um Ava beizustehen. Dort zeigt sie, wie viel Kraft und Verbindung in einem gut platzierten Witz liegen können, selbst in Momenten tiefster Trauer und wie Comedy selbst in solchen Momenten Menschen verbinden kann. Kurz vor Deborahs Auftritt kommt es zu einem heftigen Streit zwischen ihr und Ava. Die junge Autorin hadert mit ihrer Rolle und entscheidet sich schließlich zu einem mutigen Schritt und kündigt. Ava verabschiedet sich von Deborah und schenkt ihr ein gerahmtes Cover der Zeitschrift Time von 1976 mit dem Titel „Will Deborah Vance Make History?“. Darauf hat Ava handschriftlich ihre Botschaft platziert „I think she will.“. Deborahs Abschiedsshow beginnt, die Lichter gehen an, doch das Geschenk berührt sie tief. Marcus, der inzwischen bereit ist, seine emotionalen Herausforderungen anzugehen, wird überraschend befördert. |           |                              |                  |                 |                                             |               |

### Staffel 2
| Nr. (ges.) | Nr. (St.) | Deutscher Titel             | Originaltitel       | Regie           | Drehbuch                                    | Premiere     |
| --- | --------- | --------------------------- | ------------------- | --------------- | ------------------------------------------- | ------------ |
| 2 | 1         | Blut wird fließen           | There Will Be Blood | Lucia Aniello   | Lucia Aniello & Paul W. Downs & Jen Statsky | 12. Mai 2022 |
| Deborah und Ava sind zurück in Las Vegas. Trotz des Misserfolgs ihrer letzten Show blickt Deborah mit neuem Elan auf die bevorstehende Tournee – diesmal mit frischem Material. Ava hingegen wird von Schuldgefühlen geplagt: In einem Moment der Wut hatte sie eine abfällige E‑Mail über Deborah an ein britisches Autorenteam geschickt. Ihr Manager Jimmy rät ihr dringend, Ruhe zu bewahren – sollte Deborah davon erfahren, wäre ihre Reaktion vermutlich verheerend. Zeitgleich erreicht Ava ein unerwartetes Päckchen: ein Teil der Asche ihres verstorbenen Vaters, aufbewahrt in einem ungewöhnlichen Behälter. Unterdessen hat Jimmy nach dem Vorfall im Hotel offiziell Beschwerde bei der Personalabteilung gegen Kayla wegen sexueller Belästigung eingereicht. Er fordert ihre Versetzung, doch das Management – insbesondere Kaylas Vater – blockiert den Vorgang. Widerwillig begleitet Deborah Ava zu einem Boxkampf von Aidan, dem Ehemann ihrer Tochter DJ. Der Kampf verläuft zunächst miserabel, doch Deborah feuert Aidan an und das Blatt wendet sich. Erneut erkennt Ava, wie unberechenbar Deborah ist – und wie sehr sie sich von ihr distanzieren möchte. Doch bevor sie zur Ruhe kommt, überrascht Deborah mit einer impulsiven Entscheidung: Noch am selben Abend will sie die Tournee starten, und zwar nur mit Ava an ihrer Seite. |           |                             |                     |                 |                                             |              |
| 2 | 2         | Quid pro quo                | Quid Pro Quo        | Lucia Aniello   | Lucia Aniello & Paul W. Downs & Jen Statsky | 12. Mai 2022 |
| Eigentlich wollte Ava Abstand gewinnen, doch stattdessen sitzt sie nun auf gemeinsamer Tournee mit Deborah im Auto. Zwischenzeitlich versucht Jimmy, die Wogen zu glätten: In einem Treffen mit Janet Stone, die das britische Autorenteam vertritt, versucht er vergeblich die Abschickung von Avas kompromittierender E-Mail rückgängig zu machen. Verzweifelt wendet sich Jimmy an seinen Chef Michael, zugleich Kaylas Vater. Der bietet seine Hilfe an unter der Bedingung, dass Kayla wieder an Jimmys Seite arbeiten dürfe. Deborah sucht derweil ihre Hellseherin Diana auf, die eine positive Wendung in ihrer Karriere prophezeit. Für sie ein Zeichen, dass ihr neues Programm ein Erfolg wird. Ava ist skeptisch, bis Diana ihr mit Blick auf ihre Aura bescheinigt, durch und durch ehrlich zu sein. Diese Worte treffen Ava, und schließlich gesteht sie Deborah die Wahrheit über die E-Mail. Deborah reagiert wütend und verlangt, dass Ava ihr die Mail komplett vorliest. Ava kämpft mit den Tränen, doch Deborah feuert sie nicht. Stattdessen reicht sie Klage ein wegen Verletzung der Verschwiegenheitserklärung. |           |                             |                     |                 |                                             |              |
| 2 | 3         | Vertrauen, nicht nachdenken | Trust the Process   | Lucia Aniello   | Lucia Aniello & Paul W. Downs & Jen Statsky | 19. Mai 2022 |
| Deborah und Ava beginnen ihre gemeinsame Tournee, die von der strengen und diszipliniert auftretenden Tourmanagerin Alice mit dem Spitznamen „Weed“ organisiert wird. Weed führt ein nahezu militärisches Regiment und sorgt dabei für eine klare Hierarchie: Während Deborah im Tourbus mit sämtlichem Komfort reist, muss Ava sich mit dem Nötigsten begnügen. Der erste Auftritt verläuft wenig erfolgreich. Für zusätzliches Chaos sorgt Damien, der in einem schlecht koordinierten Versuch, illegale Mitschnitte zu verhindern, die Handys des Publikums einsammelt – ohne ein durchdachtes System, was zu Verwirrung und Unmut führt. An einer Raststätte kommt es zu einem folgenschweren Zwischenfall: Weed wirft einen unscheinbaren Tennisballbehälter weg, nicht wissend, dass dieser die Asche von Avas verstorbenem Vater enthält. Als Ava das bemerkt, ist sie entsetzt. Überraschend zeigt Deborah Mitgefühl: Sie entscheidet, die Tour zu unterbrechen und die Rückfahrt zur Raststätte anzutreten, obwohl sie dafür eine ausverkaufte Show in Oklahoma City absagt, wo sie traditionell viele treue Fans hat. Die Asche wird gefunden, doch Ava ist weiterhin unentschlossen, wie sie mit dem Überbleibsel ihres Vaters umgehen soll. In ihrer Unsicherheit ruft sie den einfühlsamen Hotelrezeptionisten Ray an. Er macht ihr einen berührenden Vorschlag: Sie solle die Asche nach und nach entlang der Reiseroute verstreuen, als symbolische Geste für das Leben, das ihr Vater nie führen konnte. |           |                             |                     |                 |                                             |              |
| 2 | 4         | Findet mich toll, einfach   | The Captain's Wife  | Lucia Aniello   | Ariel Karlin & Pat Regan                    | 19. Mai 2022 |
| Deborah fiebert ihrem nächsten Auftritt entgegen, einer Show auf einer Kreuzfahrt, die sie für ein Event der schwulen Community hält. Doch an Bord folgt die Überraschung: Marcus hat einen folgenschweren Buchungsfehler gemacht. Es handelt sich Kreuzfahrt für Lesben. Für Deborah, die mit dieser Zielgruppe wenig anfangen kann, ist das ein herber Dämpfer. Zunächst zeigt sie sich widerwillig, doch ein charmanter Abend in der Piano-Bar des Schiffs lässt sie kurzfristig ihre Haltung überdenken. Sie gibt sich zunächst offen und optimistisch. Während ihres Auftritts wird jedoch schnell klar, dass ihre Pointen bei diesem Publikum nicht ankommen. Ihre Witze verpuffen, der Saal bleibt kühl. Die Situation eskaliert schließlich so weit, dass Deborah und Ava in einer bizarren Wendung mitten auf dem Meer von Bord geworfen werden. Parallel dazu gerät Marcus zunehmend aus dem Gleichgewicht. Der Spagat zwischen seiner Rolle als CEO und dem Versuch, über seine Trennung hinwegzukommen, führt ihn in einen selbstzerstörerischen Strudel. Nach einer ausschweifenden Partynacht mit Drogen kehrt er heim, nur um festzustellen, dass sein Welpe seine Amphetamine verschluckt hat. Der Tierarzt kann das Tier zwar retten, weigert sich aber, es Marcus zurückzugeben, da auch er offensichtlich unter Drogen steht. Als Deborah ihn inmitten dieses Chaos kontaktiert, um sich frustriert über die Kreuzfahrt zu beschweren, bricht Marcus emotional zusammen. Deborah erkennt schließlich, dass Weed als Tourmanagerin nicht mehr tragbar ist, und entlässt sie kurzerhand. Stattdessen bittet sie Marcus, sie auf der Tour zu begleiten, ein Schritt zurück zur alten Vertrautheit und ein Versuch, wieder Stabilität in ihr Umfeld zu bringen. |           |                             |                     |                 |                                             |              |
| 2 | 5         | Schuld wirft Schatten       | Retired             | Paul W. Downs   | Andrew Law                                  | 26. Mai 2022 |
| Auf dem Weg zu ihrem nächsten Auftritt auf einem Jahrmarkt erfährt Deborah, dass ihr Lieblingsparfüm aus dem Sortiment genommen wird. Um noch ein paar Flaschen zu sichern, legt das Team einen Zwischenstopp in einem Einkaufszentrum ein. In der Mall begegnet Deborah überraschend ihrer früheren Comedy-Kollegin Susan, die mittlerweile als Verkäuferin in einem Schuhgeschäft arbeitet. Sie lädt Susan und deren Enkelkinder spontan zum Jahrmarkt ein. Später vertraut sie Ava an, dass sie vor vielen Jahren Susans Comedy-Karriere sabotiert habe. Damals hatte Deborah bei einem Wettbewerb Susans Namen aus der Liste der Finalistinnen streichen lassen, um ihre eigene Position zu sichern. Geplagt von Schuldgefühlen will sie Susan und ihren Enkeln einen unvergesslichen Tag auf dem Jahrmarkt ermöglichen. Doch bereits an der ersten Schießbude wird Deborahs alte Erfolgsbesessenheit wieder sichtbar. Als sie sich allzu ehrgeizig zeigt, fühlt sich Susan vor den Kopf gestoßen und verlässt verärgert die Gruppe. Deborah folgt ihr und gesteht ihr schließlich die damalige Intrige. Doch Susan überrascht sie: Sie habe die Comedy aus ganz anderen Gründen aufgegeben und wusste nichts von Deborahs Eingreifen. Erleichtert tritt Deborah später beim Jahrmarkt auf. Die Stimmung ist gelöst, bis eine kalbende Kuh namens Bessie den Auftritt abrupt unterbricht. Am Abend sitzen Deborah und Ava gemeinsam am Hotelpool. Ava versucht, Deborah aufzumuntern, die sich vom Tag emotional erschöpft zeigt. Sie reflektieren, wie sehr sie beide ihre Arbeit lieben, und erkennen, dass sie vermutlich niemals damit aufhören können. Deborah bietet Ava an, ihr beizubringen, wie man im Wasser treibt. Während Ava entspannt in ihren Armen liegt, finden sie gemeinsam die Pointe für einen Witz, an dem sie den ganzen Tag gearbeitet hatten. Deborah verlässt den Pool, um sich die Idee sofort zu notieren. Als sie geht, bemerkt sie, dass Ava ruhig und selbstständig auf dem Wasser treibt, ein stilles Symbol für das Vertrauen und die Entwicklung zwischen den beiden.                                                                |           |                             |                     |                 |                                             |              |
| 2 | 6         | Mädelsabend, jung und alt   | The Click           | Paul W. Downs   | Aisha Muharrar & Joe Mande                  | 26. Mai 2022 |
| Deborah ist zunehmend verunsichert, weil ihr neues Bühnenprogramm nicht die erhoffte Resonanz erzielt. Selbst ihr größter Fan Axel, der sie seit Jahren verfolgt, vermeidet die Konfrontation mit ihr, um keine ehrliche Kritik äußern zu müssen. Auf der Suche nach frischer Energie bittet Deborah ihre alte Freundin Kiki, sie ein Stück auf der Tour zu begleiten. Überraschend taucht Avas Mutter Nina auf und will ihrer Tochter spontan einen Besuch abstatten. Die Konstellation aus Deborah, Kiki, Ava und Nina führt zu einem turbulenten Abend in einer Bar. Während Deborah sich auf ein Abenteuer mit einem deutlich jüngeren Mann einlässt, eskaliert das Gespräch zwischen Ava und ihrer Mutter erneut. Nina steckt in einem dubiosen Schneeballsystem, und Ava kann sie kaum davon überzeugen, dass sie betrogen wird. Trotz der Spannungen raufen sich Mutter und Tochter am Ende wieder zusammen. Am nächsten Tag tritt Deborah erneut auf. Anstatt ihr geplantes Programm durchzuziehen, weicht sie spontan davon ab und macht sich selbst zum Thema. Ihre Selbstironie kommt beim Publikum unerwartet gut an. Dieser Erfolg markiert einen Wendepunkt: Deborah beschließt, alle weiteren Tourtermine abzusagen und ihre ganze Energie in ein aufwendig produziertes TV-Special zu investieren. |           |                             |                     |                 |                                             |              |
| 2 | 7         | Taktik in L.A.              | On the Market       | Lucia Aniello   | Samantha Riley                              | 2. Juni 2022 |
| In ihrer Residenz in Los Angeles versammelt Deborah ihr Team, bestehend aus Ava, Marcus und Damien, um die inhaltlichen und strategischen Eckpunkte ihres geplanten Comedy-Specials zu diskutieren. Zeitgleich versucht ihr Agent Jimmy, das Projekt bei seinem Vorgesetzten Michael zu platzieren. Dieser zeigt sich wenig begeistert und rät Jimmy stattdessen, seine Energie auf jüngere Talente zu konzentrieren. Ava nutzt ihren Aufenthalt in der Stadt, um alte Steuerunterlagen aus ihrer Wohnung zu holen, die sie für den laufenden Rechtsstreit mit Deborah benötigt. Dort begegnet sie der neuen Untermieterin, mit der sie sich wider Erwarten gut versteht. Parallel dazu trifft Deborah sich mit Elaine, einer früheren Kollegin aus der Filmbranche, die sie als Regisseurin für das Special gewinnen möchte, obwohl Elaine seit längerer Zeit keine Engagements mehr hatte. Auf dem Weg zu einem juristischen Termin begegnet Ava ihrer früheren Freundin Taylor. In einem klärenden Gespräch entschuldigt sie sich für ihr verletzendes Verhalten in der Vergangenheit. Bei der anschließenden Besprechung mit ihrer Anwältin Jill wird Ava jedoch ernüchtert: Die Chancen, dass Deborah ihre Klage zurückzieht, stehen denkbar schlecht. Als Ava später wegen eines Notrufs der Untermieterin erneut zu ihrer alten Wohnung fährt, verbringen die beiden spontan die Nacht miteinander. Währenddessen stößt Deborah mit ihren Plänen für das Special auf Schwierigkeiten: Von mehreren Produktionsfirmen erhält sie Absagen oder unzureichende Angebote. Ein Sender bietet lediglich eine verkürzte Sendezeit an, was ihren Vorstellungen nicht entspricht. In einem symbolischen Akt fällt sie eigenhändig den Baum samt Baumhaus ihres Nachbarn, den sie für den schlechten Verkaufserfolg ihrer Immobilie verantwortlich macht. Diese entschlossene Geste markiert ihren Entschluss, das Comedy-Special aus eigener Kraft zu realisieren. Als das Produktionshaus Latitude den Plan ablehnt, verlässt Jimmy frustriert die Firma. Auch Kayla kündigt, um sich ihm anzuschließen. Gemeinsam setzen sie alles daran, das Projekt unabhängig umzusetzen. |           |                             |                     |                 |                                             |              |
| 2 | 8         | Die einzig Wahre(n)         | The One, the Only   | Trent O’Donnell | Lucia Aniello & Paul W. Downs & Jen Statsky | 2. Juni 2022 |
| Deborah gelingt es, Marty bei einer Auktion ein wertvolles Gemälde von Wassily Kandinsky vor der Nase wegzuschnappen. Mit diesem Druckmittel erpresst sie ihn, damit sie ihr Special im Palmetto aufzeichnen kann. Gleichzeitig erhält Ava das Angebot, als Gagschreiberin bei Taylors neuem Pilotfilm einzusteigen. Obwohl die Dreharbeiten zeitlich mit Deborahs Special kollidieren, ermutigt Deborah Ava, das Angebot anzunehmen. Währenddessen geraten Jimmy und Kayla in Konflikt mit Janet, die darauf aus ist, sich Jimmys alte Klienten zu sichern. Am Abend der Aufzeichnung taucht Janet sogar in Deborahs Garderobe auf, doch Deborah weist sie kühl zurück und macht klar, dass sie zu Jimmy hält. Die Aufzeichnung wird von einem dramatischen Zwischenfall überschattet: Ein Zuschauer erleidet im Saal einen Anfall und muss vom Rettungsdienst versorgt werden. Jimmy, der neben dem Mann saß, begleitet ihn hinaus und wird Zeuge seines Todes. Zurück im Saal teilt er der Menge mit, dass der Zuschauer es geschafft habe, woraufhin die Show fortgesetzt wird. Avas Beiträge werden am Set gut aufgenommen, doch sie verlässt die Dreharbeiten vorzeitig, um Deborahs Aufzeichnung beizuwohnen. Das Special wird ein großer Erfolg. Da zunächst kein Fernsehsender ein zufriedenstellendes Angebot unterbreitet, entscheidet sich Deborah, das Special zunächst als DVD über QVC zu vertreiben. Der Verkauf läuft hervorragend, sodass sich die Sender daraufhin regelrecht darum reißen. Auf einer Party zu Deborahs Ehren bemerkt sie, wie Ava von Fernsehmachenden umworben wird. Um Avas Karriere nicht zu behindern, kündigt Deborah ihr. Ava ist tief getroffen und kann die Entscheidung kaum fassen. Sie möchte unbedingt weiter für Deborah arbeiten. Die Zeit heilt jedoch die Wunden und schon bald erhält Ava einen Anruf von Jimmy. Er teilt ihr mit, dass aus Taylors Pilotfilm eine Serie wird und Ava mitwirken soll. Außerdem verkündet er, dass Deborah alle Klagen gegen Ava fallen gelassen hat. Während Ava vor dem Fernseher sitzt und Deborahs erfolgreiche QVC-Sendung verfolgt, lächelt sie erleichtert.                      |           |                             |                     |                 |                                             |              |

## Auszeichnungen
Primetime Emmy Awards
- 2021: Auszeichnung für Beste Hauptdarstellerin in einer Comedy-Serie für Jean Smart
- 2021: Auszeichnung für Beste Regie bei einer Comedy-Serie für Lucia Aniello
- 2021: Auszeichnung für Bestes Drehbuch einer Comedy-Serie für Lucia Aniello, Paul W. Downs und Jen Statsky
- 2021: Nominierung für Beste Comedy-Serie
- 2022: Auszeichnung für Beste Hauptdarstellerin in einer Comedy-Serie für Jean Smart
- 2022: Auszeichnung für Beste Gastrolle einer Schauspielerin in einer Comedy-Serie für Laurie Metcalf
- 2022: Nominierung für Beste Comedy-Serie

Hacks wurde (Stand: Verleihung 2022) mit insgesamt 32 Nominierungen und 6 Auszeichnungen bei den Emmys geehrt.
Directors Guild of America Award
- 2022: Auszeichnung in der Kategorie Herausragende Regie – Comedy-Serie für Lucia Aniello

Golden Globe Awards
- 2022: Auszeichnung für Beste Schauspielerin in einer TV-Serie – Comedy oder Musical für Jean Smart
- 2022: Auszeichnung für Beste TV-Serie – Comedy oder Musical
- 2022: Nominierung für Beste Schauspielerin in einer TV-Serie – Comedy oder Musical für Hannah Einbinder
- 2023: Nominierung für Beste Schauspielerin in einer TV-Serie – Comedy oder Musical für Jean Smart
- 2023: Nominierung für Beste Schauspielerin in einer Nebenrolle in einer Musical-, Comedy- oder Drama-Serie für Hannah Einbinder
- 2023: Nominierung für Beste TV-Serie – Comedy oder Musical

Peabody Award
- Auszeichnung in der Sparte Entertainment

Producers Guild of America Awards
- 2022: Nominierung in der Kategorie Herausragende Produktion einer TV-Serie, Comedy
- 2023: Nominierung in der Kategorie Herausragende Produktion einer TV-Serie, Comedy

Screen Actors Guild Awards
- 2022: Auszeichnung für Beste Schauspielerin in einer Comedy-Serie für Jean Smart
- 2023: Auszeichnung für Beste Schauspielerin in einer Comedy-Serie für Jean Smart

Writers Guild of America Award
- 2022: Auszeichnung in der Kategorie Comedy-Serie
- 2022: Auszeichnung in der Kategorie Neue Serie
- 2023: Nominierung in der Kategorie Comedy-Serie
- 2023: Auszeichnung in der Kategorie Comedy-Episode (für die Episode „The One, The Only“, Staffel 2 Episode 8)